# Virginie Barbet
Virginie Barbet (Lebensdaten unbekannt) war in den 1860 und 1870er Jahren eine  Sozialistin und Feministin in Lyon und ein führendes Mitglied der dortigen Sektion der Ersten Internationale.

## Leben
Biografisch ist von ihr nicht viel bekannt, sie stammte vermutlich aus Le Creuzot und betrieb in Lyon eine Gaststätte oder einen Weinhandel. Barbet hielt 1868 als Vertreterin der Lyoner Sozialdemokratie einen Vortrag bei einem Kongress der Internationalen Friedensliga in Bern und lernte dort den russischen Revolutionär Michail Bakunin und seine politischen Begleiter kennen. Als diese kurz nach dem Kongress aus der eher bürgerlich dominierten Friedensliga austraten, weil sie sich dort mit ihren sozialistischen Forderungen nicht durchsetzen konnten und eine „Allianz der sozialistischen Demokratie“ gründeten, schloss sich Barbet ihnen an und gründete eine Allianz-Sektion in Lyon.
Die Allianz schloss sich daraufhin der Internationale an. Virginie Barbet war bald schon eine der wichtigsten Korrespondentinnen für die Allianz-Zeitung „Egalité“, die Bakunin in Genf herausgab, wo sie vor allem über den großen Streik der Lyoner Seidenarbeiterinnen im Sommer 1869 berichtete, aber auch viele Artikel zur Theorie der Arbeiterbewegung und des Feminismus schrieb. Außerdem verfasste sie in diesen Jahren mehrere Flugschriften zur Internationale, über den Atheismus und ähnliche Themen.
Virginie Barbet entwickelte für die Arbeiterbewegung Strategien des passiven Widerstandes, sie befürwortete gewaltfreies Vorgehen – so forderte sie Frauen in Streiksituationen auf, sich zwischen die streikenden Männer und das anrückende Militär zu stellen oder vor Gefängnissen für die Inhaftierten zu protestieren.
In der Internationale war Virginie Barbet vor allem wichtig als Vorkämpferin für die Abschaffung des Erbrechts, das ein zentraler Streitpunkt zwischen Bakunin und Karl Marx war. Barbet machte deutlich, dass die Abschaffung des Erbrechts nicht nur eine wirtschaftspolitische Maßnahme ist, sondern auch einen kulturellen Aspekt hat, weil durch das Erbrecht Frauen in ganz besonderem Maß benachteiligt wurden: Erstens erbten sie seltener als Männer, außerdem war das Erbrecht die Ursache für zahlreiche Gesetze zum Nachteil von Frauen, etwa durch das Verbot des außerehelichen heterosexuellen Geschlechtsverkehrs für Frauen, damit die Erbnachfolge gesichert wird.
Nach der Niederschlagung der Pariser Kommune im Mai 1871 musste auch Virginie Barbet – wie viele andere – ins Exil gehen und schloss sich vermutlich in Genf der anarchistischen Opposition in der Internationale gegen den Generalrat und Karl Marx an.

## Schriften
- Réponse d'un membre de l'Internationale à Mazzini, Lyon 1871
- Religions et Libre-Pensée. Conférence faite à Genève, le 27 janvier 1881, Genf 1881